# Tegalretno
Tegalretno is een bestuurslaag in het regentschap Kebumen van de provincie Midden-Java, Indonesië. Tegalretno telt 1807 inwoners (volkstelling 2010).